# Gretna (Louisiane)
Pour les articles homonymes, voir Gretna.
Gretna est une ville située dans la paroisse de Jefferson dans l'État de la Louisiane, aux États-Unis. Sa population s’élevait à 17 736 habitants lors du recensement de 2010, estimée à 17 935 habitants en 2017.

## Démographie
| Groupe            | Gretna | Louisiane | États-Unis |
| ----------------- | ------ | --------- | ---------- |
| Blancs            | 55,4   | 62,7      | 72,4       |
| Afro-Américains   | 34,3   | 32,0      | 12,6       |
| Autres            | 5,0    | 1,6       | 6,4        |
| Métis             | 3,1    | 1,6       | 2,9        |
| Asiatiques        | 2,7    | 1,6       | 4,8        |
| Amérindiens       | 0,5    | 0,7       | 0,9        |
| Total             | 100    | 100       | 100        |
|                   |        |           |            |
| Latino-Américains | 13,8   | 4,3       | 16,7       |

Selon l'American Community Survey pour la période 2011-2015, 79,70 % de la population âgée de plus de 5 ans déclare parler l'anglais à la maison, 13,84 % l'espagnol, 1,93 % le vietnamien, 1,76 % l'arabe, 1,93 % le français, 0,54 % une langue chinoise et 1,03 % une autre langue.